# Праехидно
Праехидно е българска пиеса, написана от творческия тандем Здрава Каменова и Гергана Димитрова. Пиесата е отличена с наградата „ИКАР“ на Съюза на Артистите в България за драматургия през 2012.

## Сюжет
Праехидно е пиеса за еволюционните безпътици: на хората, на животните, на природата, на обществото. Това е пиеса за бързоразвиващите се технологии, за самодоволни учени, за изчезващи биологични видове, за разпадащо се семейство, за еколог-активист, който се опитва да промени света, но се проваля и остава един обикновен терорист.
В пиесата се преплитат няколко сюжетни линии, всички те обединени от опитите на героите в тях да бъдат чути в свят все повече и повече отчужден от простите неща.
Героите нямат лица, те са гласове в тъмнината. Те нямат имена, сякаш те всички са изгубени във времето и пространството без шанс да влязат в контакт помежду си.
Действието се развива във всички посоки:
- НАВЪТРЕ: внезапно от вкъщи изчезва мъж и отива сам в планината, обратно към природата и към същността си. Полицията и семейството му го търсят.
- НАВЪН: животно от женски пол напуска гората си и отива отвъд, в света на хората, за да търси мъжки индивид.
- НАГОРЕ: учени се опитват да построят космически асансьор.
- НАДОЛУ: сателит наблюдава всичко и всеки на Земята.

Пиесата е въпрос: Може ли системата да бъде променена чрез насилие? Защо най-старият бозайник е заплашен от изчезване? Защо хората искат да отидат все по-далеч и по-далеч? Къде ще ни отведе това?
В пиесата са използвани цитати от Унабомбър Манифеста Индустриалното общество и неговото бъдеще.

### Интервюта
- Гергана Димитрова за „36 маймуни“, „Праехидно“ и редките видове Архив на оригинала от 2015-09-24 в Wayback Machine.
- Интервю с Гергана Димитрова – културолог и театрален режисьор